# Kabardinien-Balkarien

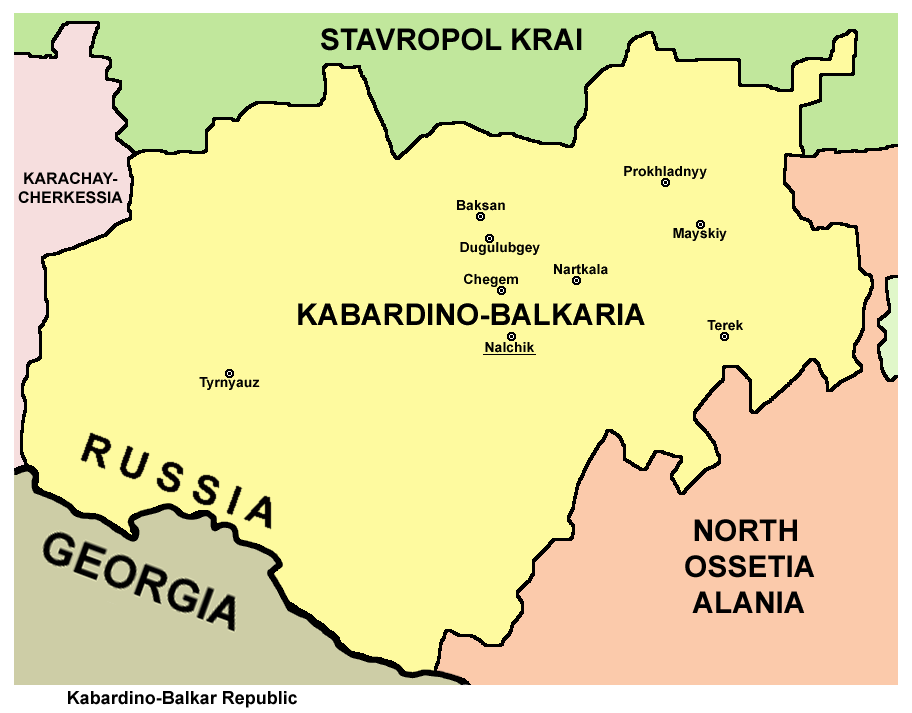
Karta över Kabardinien-Balkarien.

Kabardinien-Balkarien eller Kabardino-Balkarien (ryska: Кабарди́но-Балка́рская Респу́блика) är en delrepublik belägen i norra Kaukasien i södra Ryssland. Huvudstaden är Naltjik och andra stora städer är Prochladnyj, Baksan och Nartkala.
Totalt har delrepubliken en area på cirka 12 500 km² och en folkmängd på cirka 860 000 invånare. Delrepubliken är till arealen rankad som nummer 84. De officiella språken är ryska, kabardinska och balkariska.
President i Kabardinien-Balkarien är Arsen Kanokov och premiärminister är Ivan Gerter.

## Geografi

### Floder
- Terekfloden (623 km)
- Malkafloden (216 km)
- Tjerekfloden (131 km)
- Tjegemfloden (102 km)
- Argudanfloden
- Baksanfloden
- Kurkuzjinfloden
- Leskenfloden
- Uruchfloden

### Sjöar
- Tserikkelsjön (26 km², 368 m djup)
- Nedre Golubojesjön
- Kjol-Kettjensjön (177 m djup)
- Övre Golubojesjön (18 m djup)
- Sekretnojesjön
- Tambukanskojsjön (1,77 km², 1,5–2 m djup)

### Berg
- Elbrus (5 642 m ö.h., Europas högsta berg)
- Dychtauberget (5 402 m ö.h.)
- Kosjchatauberget (5 151 m ö.h.)
- Sjcharaberget (5 068 m ö.h.)
- Pusjkinberget (5 033 m ö.h.)
- Mizjergiberget (5 025 m ö.h.)